# Remigia trifasciata
Remigia trifasciata là một loài bướm đêm trong họ Erebidae.